# Ladislaus Weinek
Ladislaus Weinek (em húngaro:  Weinek László, Buda, 13 de fevereiro de 1848 — Praga, 12 de novembro de 1913) foi um astrônomo áustro-húngaro.